# Вікова пляма
Пігментна пляма, також відома як сонячне лентиго — це пляма на шкірі різних відтінків коричневого або чорного кольору, що пов'язана зі старінням. 
Пігментація може досягати кількох сантиметрів у діаметрі, що зазвичай має чітку межу. Вони можуть виникати групами на шкірі, яка часто піддається впливу сонця.
Основний механізм утворення плями полягає в накопиченні пігменту меланіну під впливом ультрафіолету. Діагноз часто ставиться на основі дерматоскопії та загального огляду шкіри. У неясних випадках може бути проведена біопсія.
Лікування включає застосування хімічного пілінгу, медикаментозної терапії, кріотерапії, фототерапії або лазерної терапії. Спроби відбілювання шкіри гідрохіноном неефективні. Без лікування така пігментна пляма є довгостроковим станом. Профілактика полягає у використанні сонцезахисного крему, зволоження шкіри, уникання соляріїв та уникнення тривалого перебування на сонці.
Сонячне лентиго дуже поширені після 40 років та найчастіше зустрічаються у європеоїдів та монглоїдів. Хоча їх іноді називають «печінковими плямами», вони не пов’язані з проблемами печінки.